# 卡門·米蘭達

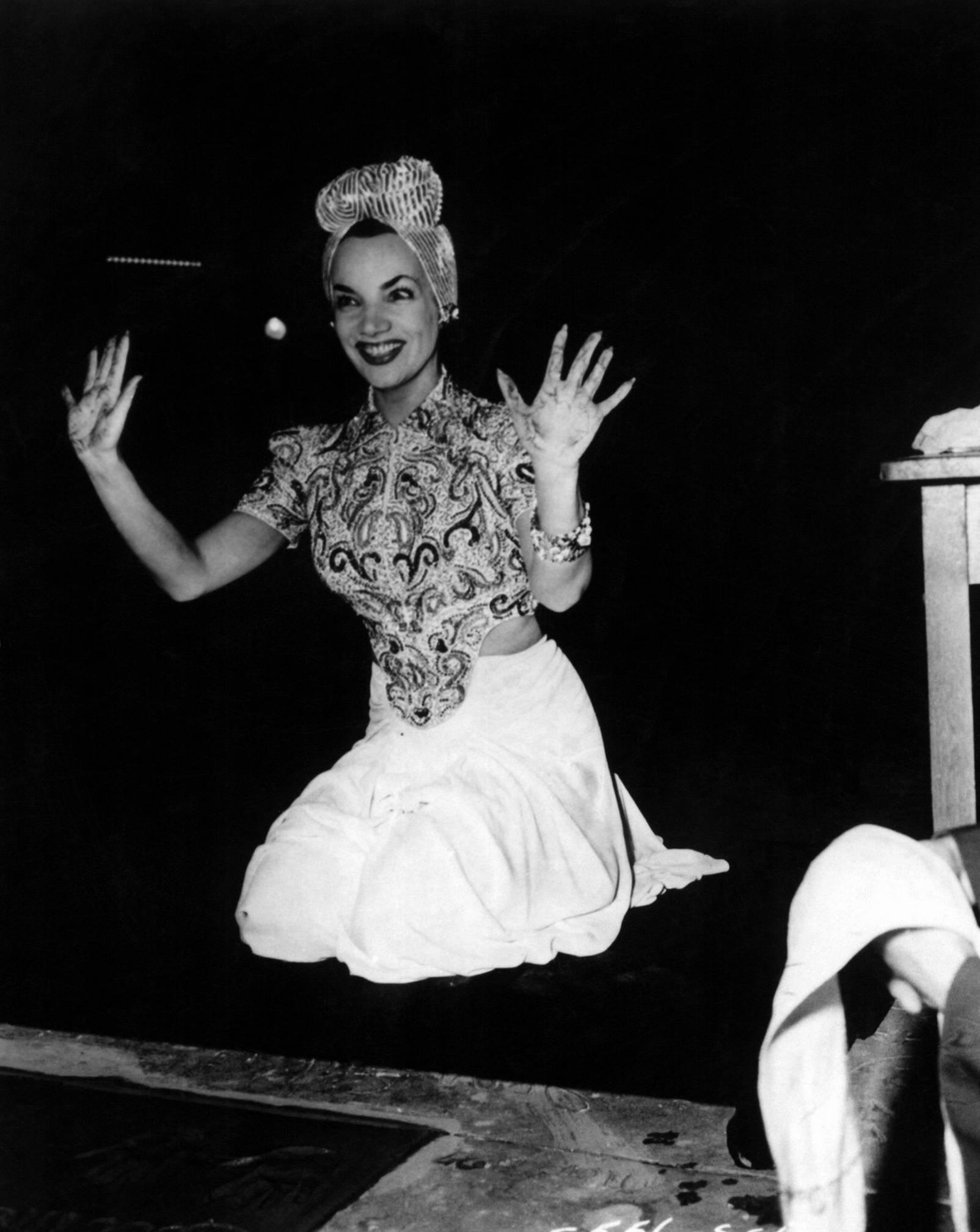
1941

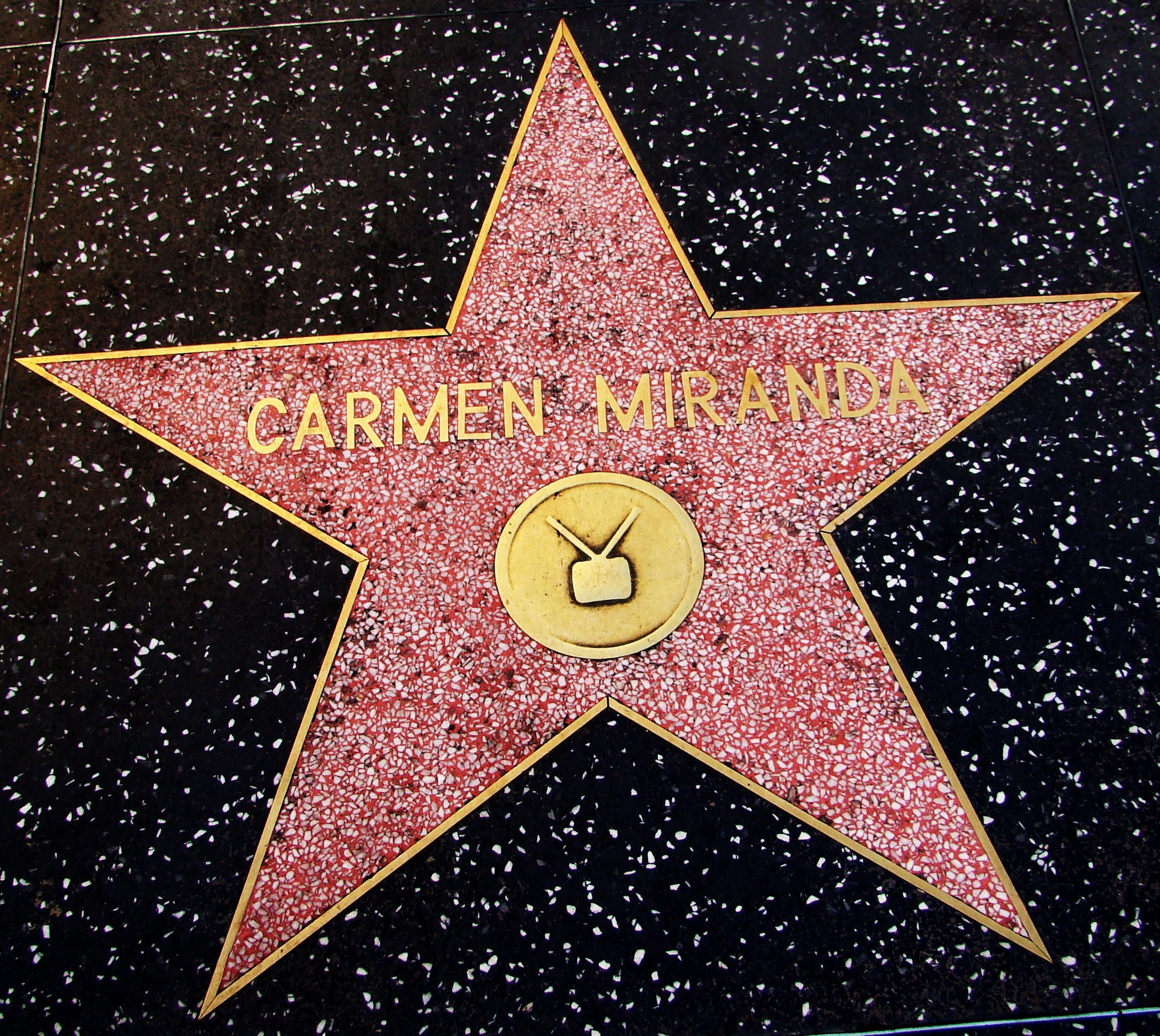
Carmen Miranda - 好萊塢星光大道

卡門·米蘭達（葡萄牙語：Carmen Miranda；1909年2月9日—1955年8月5日），出生於葡萄牙，幼年移居巴西，在巴西時先是成為歌星，1933年登上銀幕，40年代初前往百老匯，后以卓越的歌舞才藝活躍於好萊塢。她以在美國電影中戴上水果帽的造型而聞名。1955年突然患心臟病去世，享年46歲，遺體運回巴西，巴西為她舉行了國葬。
年輕時的卡門在服裝店工作，負責設計帽子。後來1929年，與作曲家Josué de Barros一起錄製了她的第一張唱片。而1930年錄製了由Joubert de Carvalho寫的歌 Taí (Pra Você Gostar de Mim)，使她全國知名並鞏固了她作為演繹森巴類歌曲的一流歌手地位。